# Giuseppe Campione (calciatore)
Giuseppe Campione (Carbonara di Bari, 31 agosto 1973 – Ferrara, 14 settembre 1994) è stato un calciatore italiano, di ruolo attaccante.

## Carriera

### Club
Talento precoce, esordì in giovane età in Serie A, a 15 anni e 10 mesi, con il Bologna il 25 giugno 1989, entrando in campo al 77' della gara interna contro il Milan (1-4). La seconda presenza in massima serie arriva il 24 febbraio 1991, con l'ingresso al 56' della partita contro la Lazio (1-2). Nello stesso periodo colleziona 3 presenze in Coppa UEFA.
Disputa con gli emiliani anche il campionato di Serie B 1991-1992, totalizzando 12 presenze, 4 delle quali da titolare.
Ha sempre giocato con i colori rossoblu ad eccezione della stagione 1992-1993, in prestito alla Lodigiani, e dell'ultima stagione nella quale fu trasferito alla SPAL.

### Nazionale
Nel periodo 1990-1991 ha disputato 7 partite con la Nazionale Under-18, segnando 2 reti contro Malta e Paesi Bassi.

## La morte
Il 14 settembre 1994 l'automobile sulla quale viaggiava, condotta dall'allora compagno di squadra Antonio Soda, uscì di strada nei pressi di Cona, frazione del comune di Ferrara, terminando la sua corsa contro un albero ai margini della carreggiata.
La curva dei sostenitori della SPAL è stata intitolata alla memoria del calciatore. Per alcuni anni il Bologna, la Lodigiani e la SPAL, tre società nelle quali ha militato, hanno dato vita a un triangolare intitolato "Memorial Giuseppe Campione".